# Eriocaulon coeruleum
Eriocaulon coeruleum là một loài thực vật có hoa trong họ Cỏ dùi trống. Loài này được P.Royen mô tả khoa học đầu tiên năm 1960.